# Hrvatski narodni muzej u Subotici
Hrvatski narodni muzej je muzejska ustanova bačkih Hrvata. Planirano je njegovo osnivanje još prije Drugog svjetskog rata.
Smotra Bunjevačke prošlosti organizirana 1935. pokazala se uspješnom i ukazala je potrebu za tim muzejem. Subotička Hrvatska kulturna zajednica pokrenula je akciju da se osnuje ovaj muzej. Radi osnivanja muzej osnovan je Odbor za otvaranje Hrvatskoga narodnog muzeja. Osnivači su namjeravali prikupiti i čuvati predmete svojstvene kulturi Hrvata iz Bačke te promicati narodne nošnje, domaći umjetnički obrt i pučku glazbu. O potrebi osnivanja muzeja pisao je Albe Vidaković 1936. u Subotičkim novinama. Zaboravljene teme muzeja dotakao se Ante Sekulić u monografiji o bačkim Hrvatima 1991. godine. 
Premda su političke okolnosti išle u povoljnom pravcu, uslijedio je Drugi svjetski rat, mađarska okupacija, kratko razdoblje renesanse hrvatske kulture nakon oslobođenja, a zatim gašenje i stapanje hrvatskih ustanova sa srpskima te ovaj muzej na kraju nikad nije osnovan.